# Copris schoolmeestersi
Copris schoolmeestersi là một loài bọ cánh cứng trong họ Bọ hung (Scarabaeidae).